# Bagneux (Indre)
Pour les articles homonymes, voir Bagneux.
Bagneux est une commune française située dans le département de l'Indre, en région Centre-Val de Loire.

## Géographie

### Localisation
La commune est située dans le nord du département, dans la région naturelle du Boischaut Nord.
Les communes limitrophes sont : Dun-le-Poëlier (2 km), Saint-Christophe-en-Bazelle (3 km), Anjouin (4 km), Orville (4 km), Buxeuil (7 km) et Poulaines (8 km).
Les communes chefs-lieux et préfectorales sont : Valençay (14 km), Issoudun (32 km), Châteauroux (42 km), La Châtre (69 km) et Le Blanc (80 km).

### Hameaux et lieux-dits
Les hameaux et lieux-dits de la commune sont : Cocu, Bellevue et les Bruyères.

### Géologie et hydrographie
La commune est classée en zone de sismicité 2, correspondant à une sismicité faible.
Le territoire communal est arrosé par la rivière Fouzon.

### Climat
Pour des articles plus généraux, voir Climat du Centre-Val de Loire et Climat de l'Indre.
En 2010, le climat de la commune est de type climat océanique dégradé des plaines du Centre et du Nord, selon une étude du CNRS s'appuyant sur une série de données couvrant la période 1971-2000. En 2020, Météo-France publie une typologie des climats de la France métropolitaine dans laquelle la commune est exposée à un climat océanique altéré et est dans la région climatique  Centre et contreforts nord du Massif Central, caractérisée par un air sec en été et un bon ensoleillement.
Pour la période 1971-2000, la température annuelle moyenne est de 11,3 °C, avec une amplitude thermique annuelle de 14,7 °C. Le cumul annuel moyen de précipitations est de 685 mm, avec 10,5 jours de précipitations en janvier et 6,7 jours en juillet. Pour la période 1991-2020, la température moyenne annuelle observée sur la station météorologique de Météo-France la plus proche, sur la commune de Graçay à 8 km à vol d'oiseau, est de 12,1 °C et le cumul annuel moyen de précipitations est de 741,3 mm,. Pour l'avenir, les paramètres climatiques de la commune estimés pour 2050 selon différents scénarios d'émission de gaz à effet de serre sont consultables sur un site dédié publié par Météo-France en novembre 2022.

### Voies de communication et transports
Le territoire communal est desservi par les routes départementales : 16, 25, 31, 31A et 31B.
La gare ferroviaire la plus proche est la gare de Villefranche-sur-Cher, à 14 km.
Bagneux est desservie par la ligne B du Réseau de mobilité interurbaine.
L'aéroport le plus proche est l'aéroport de Châteauroux-Centre, à 42 km.
Le territoire communal est traversé par le sentier de grande randonnée de pays de Valençay.

## Urbanisme

### Typologie
Au 1er janvier 2024, Bagneux est catégorisée commune rurale à habitat très dispersé, selon la nouvelle grille communale de densité à sept niveaux définie par l'Insee en 2022.
Elle est située hors unité urbaine. Par ailleurs la commune fait partie de l'aire d'attraction de Romorantin-Lanthenay, dont elle est une commune de la couronne,. Cette aire, qui regroupe 29 communes, est catégorisée dans les aires de moins de 50 000 habitants,.

### Occupation des sols
L'occupation des sols de la commune, telle qu'elle ressort de la base de données européenne d’occupation biophysique des sols Corine Land Cover (CLC), est marquée par l'importance des territoires agricoles (70,4 % en 2018), une proportion sensiblement équivalente à celle de 1990 (70,5 %). La répartition détaillée en 2018 est la suivante : 
terres arables (50,1 %), forêts (29,1 %), zones agricoles hétérogènes (14,8 %), prairies (5,5 %), milieux à végétation arbustive et/ou herbacée (0,5 %). L'évolution de l’occupation des sols de la commune et de ses infrastructures peut être observée sur les différentes représentations cartographiques du territoire : la carte de Cassini (XVIIIe siècle), la carte d'état-major (1820-1866) et les cartes ou photos aériennes de l'IGN pour la période actuelle (1950 à aujourd'hui).

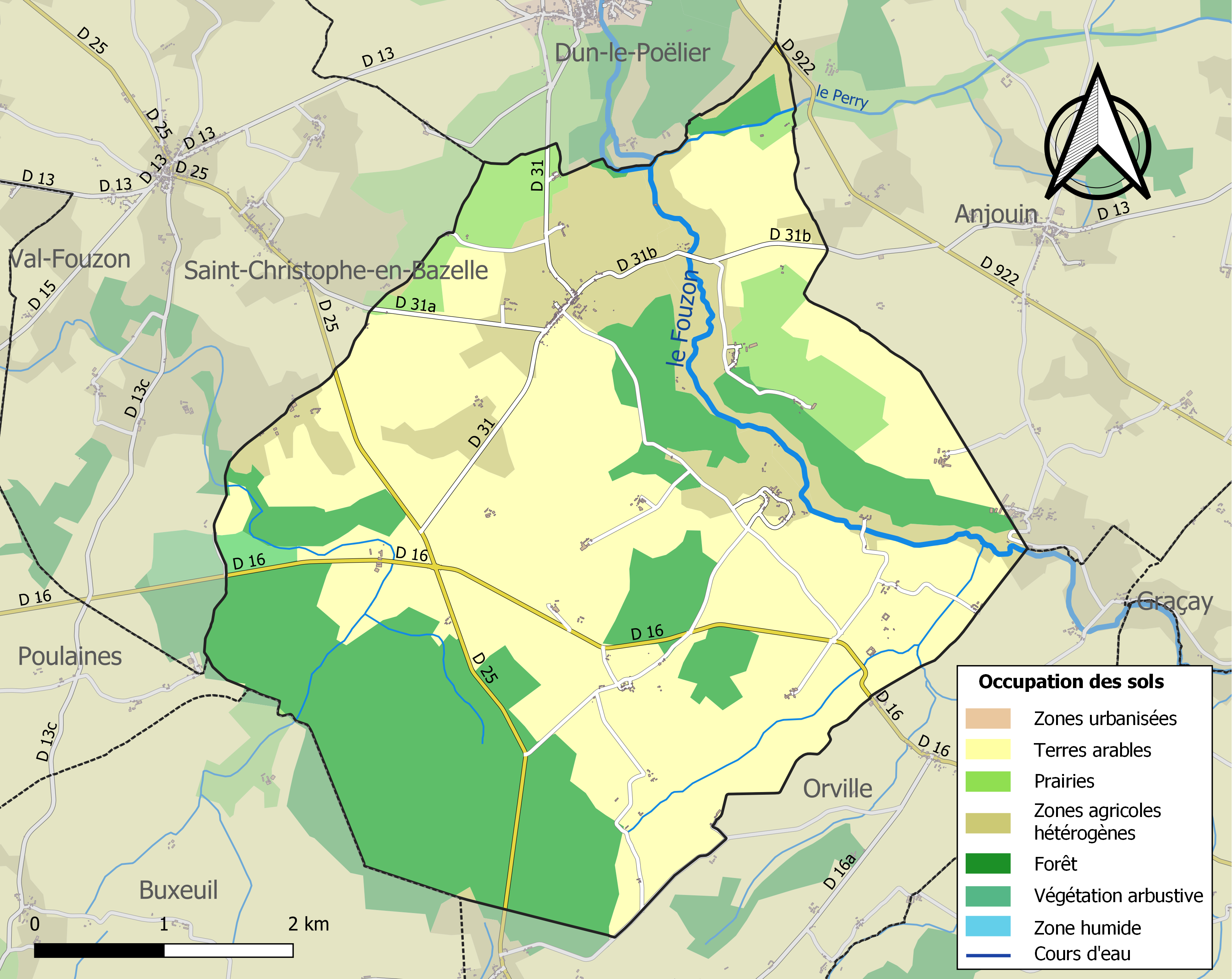
Carte des infrastructures et de l'occupation des sols de la commune en 2018 (CLC).

### Logement
Le tableau ci-dessous présente le détail du secteur des logements de la commune :
| Date du relevé                                              | 2013   | 2015   |
| Nombre total de logements                                   | 142    | 139    |
| Résidences principales                                      | 58,5 % | 57,6 % |
| Résidences secondaires                                      | 27,7 % | 28 %   |
| Logements vacants                                           | 14,1 % | 14,4 % |
| Part des ménages propriétaires de leur résidence principale | 80,7 % | 80,7 % |

### Risques majeurs
Le territoire de la commune de Bagneux est vulnérable à différents aléas naturels : météorologiques (tempête, orage, neige, grand froid, canicule ou sécheresse), feux de forêts, mouvements de terrains et séisme (sismicité faible). Un site publié par le BRGM permet d'évaluer simplement et rapidement les risques d'un bien localisé soit par son adresse soit par le numéro de sa parcelle.
Pour anticiper une remontée des risques de feux de forêt et de végétation vers le nord de la France en lien avec le dérèglement climatique, les services de l’État en région Centre-Val de Loire (DREAL, DRAAF, DDT) avec les SDIS ont réalisé en 2021 un atlas régional du risque de feux de forêt, permettant d’améliorer la connaissance sur les massifs les plus exposés. La commune, étant pour partie dans le massif d'Orville, est classée au niveau de risque 4, sur une échelle qui en comporte quatre (1 étant le niveau maximal).

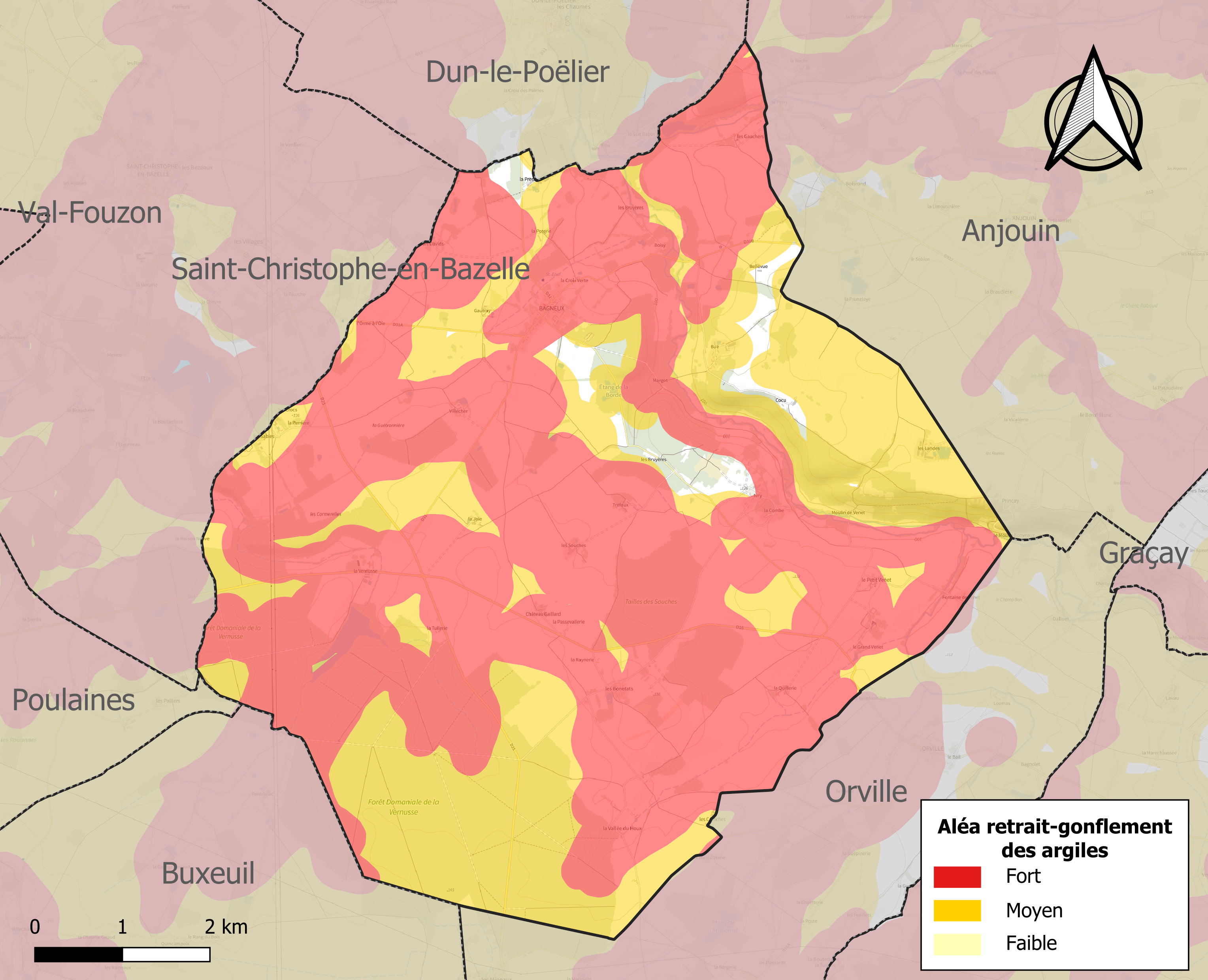
Carte des zones d'aléa retrait-gonflement des sols argileux de Bagneux.

Les mouvements de terrains susceptibles de se produire sur la commune sont des tassements différentiels.
Le retrait-gonflement des sols argileux est susceptible d'engendrer des dommages importants aux bâtiments en cas d’alternance de périodes de sécheresse et de pluie. 97 % de la superficie communale est en aléa moyen ou fort (84,7 % au niveau départemental et 48,5 % au niveau national). Sur les 140 bâtiments dénombrés sur la commune en 2019, 133 sont en aléa moyen ou fort, soit 95 %, à comparer aux 86 % au niveau départemental et 54 % au niveau national. Une cartographie de l'exposition du territoire national au retrait gonflement des sols argileux est disponible sur le site du BRGM,.
Concernant les mouvements de terrains, la commune a été reconnue en état de catastrophe naturelle au titre des dommages causés par la sécheresse en 1989, 1992 et 1993 et par des mouvements de terrain en 1999.

## Toponymie
Le nom de la commune est attesté sous les formes Villa Baniolo en 844, Bagnous en 1265, Baignex en 1271, Banhous en 1276, Baygneus en 1289, Baigneox en 1292, de Baigneolis en 1296, Baignelx en 1389, Begnos en 1329, et Banols en 1327.
Le toponyme dérive du latin balneolum, diminutif de balneum, désignant un lieu de bain. Il ne s’agit pas nécessairement de thermes romains, mais parfois de simples baignades en rivière ou de zones humides.
À noter toutefois — sous réserve de vérification — que des vestiges de « bains romains » auraient été découverts près du moulin de Vénet par B. Achon, ancien maire de la commune.
Ses habitants sont appelés les Bagneuzéens.

## Histoire
L'abbaye Sainte-Marie de la Vernusse a été fondée vers 1178 par l'ordre des Augustins.
La commune fut rattachée de 1973 à 2015 au canton de Saint-Christophe-en-Bazelle.

## Politique et administration
La commune dépend de l'arrondissement d'Issoudun, du canton de Valençay, de la deuxième circonscription de l'Indre et de la communauté de communes Chabris - Pays de Bazelle.
| Période                                  | Période   | Identité       | Étiquette  | Qualité     |
| ---------------------------------------- | --------- | -------------- | ---------- | ----------- |
| 1900                                     | ?         | Edmond Bouteau | Socialiste | Sabotier    |
| 1988                                     | mars 2008 | Berthe Riguet, | ?          | ?           |
| mars 2008,                               | En cours  | Michel Petit   | DVD        | Agriculteur |
| Les données manquantes sont à compléter. |           |                |            |             |

## Population et société

### Démographie
L'évolution du nombre d'habitants est connue à travers les recensements de la population effectués dans la commune depuis 1793. Pour les communes de moins de 10 000 habitants, une enquête de recensement portant sur toute la population est réalisée tous les cinq ans, les populations de référence des années intermédiaires étant quant à elles estimées par interpolation ou extrapolation. Pour la commune, le premier recensement exhaustif entrant dans le cadre du nouveau dispositif a été réalisé en 2008.

En 2022, la commune comptait 173 habitants, en évolution de −1,14 % par rapport à 2016 (Indre : −3 %, France hors Mayotte : +2,11 %).
| 1793 | 1800 | 1806 | 1821 | 1831 | 1836 | 1841 | 1846 | 1851 |
| ---- | ---- | ---- | ---- | ---- | ---- | ---- | ---- | ---- |
| 532  | 616  | 575  | 572  | 617  | 642  | 667  | 660  | 683  |

| 1856 | 1861 | 1866 | 1872 | 1876 | 1881 | 1886 | 1891 | 1896 |
| ---- | ---- | ---- | ---- | ---- | ---- | ---- | ---- | ---- |
| 686  | 657  | 684  | 624  | 622  | 570  | 565  | 579  | 600  |

| 1901 | 1906 | 1911 | 1921 | 1926 | 1931 | 1936 | 1946 | 1954 |
| ---- | ---- | ---- | ---- | ---- | ---- | ---- | ---- | ---- |
| 598  | 574  | 562  | 488  | 491  | 453  | 425  | 426  | 398  |

| 1962 | 1968 | 1975 | 1982 | 1990 | 1999 | 2006 | 2008 | 2013 |
| ---- | ---- | ---- | ---- | ---- | ---- | ---- | ---- | ---- |
| 324  | 287  | 242  | 193  | 169  | 174  | 187  | 191  | 181  |

| 2018 | 2022 | - | - | - | - | - | - | - |
| ---- | ---- | - | - | - | - | - | - | - |
| 174  | 173  | - | - | - | - | - | - | - |

### Enseignement
La commune ne possède pas de lieu d'enseignement.

### Manifestations culturelles et festivités
En 1991 est créée l'Association des Bagneux de France, regroupant les sept communes homonymes des Hauts-de-Seine, de l'Allier, de l'Indre, de la Marne, de la Meurthe-et-Moselle, de l'Aube et de l'Aisne, dont les maires et les représentants se réunissent annuellement dans l'une de ces sept communes.

### Médias
La commune est couverte par les médias suivants : La Nouvelle République du Centre-Ouest, Le Berry républicain, L'Écho - La Marseillaise, La Bouinotte, Le Petit Berrichon, France 3 Centre-Val de Loire, Berry Issoudun Première, Vibration, Forum, France Bleu Berry et RCF en Berry.

## Économie
La commune se situe dans la zone d’emploi de Romorantin-Lanthenay et dans le bassin de vie de Chabris.
La commune se trouve dans l'aire géographique et dans la zone de production du lait, de fabrication et d'affinage du fromage iValençay.

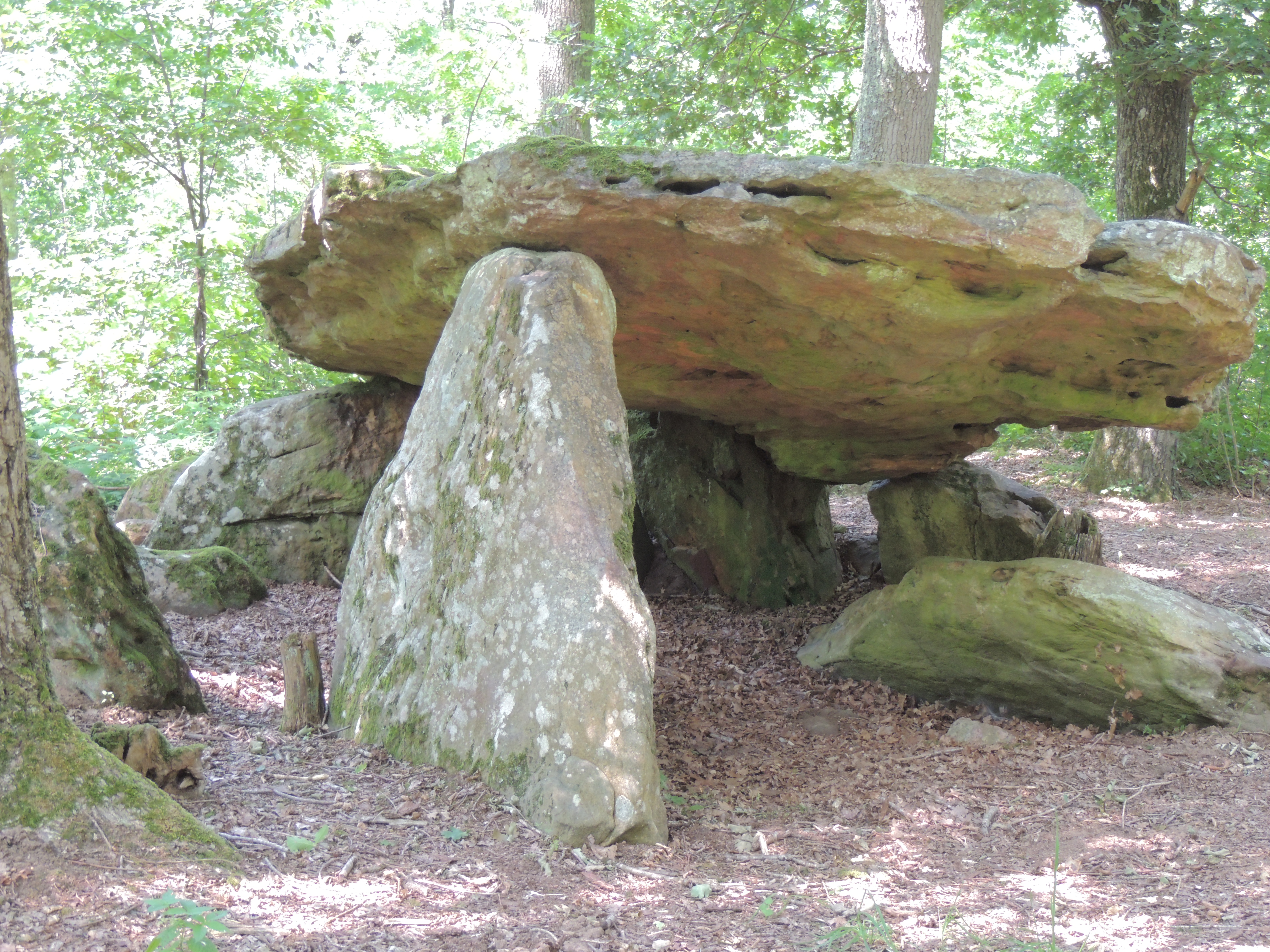
La pierre couverte de Bué en 2013.

## Culture locale et patrimoine
- Pierre couverte de Bué : dolmen classé monument historique par la liste de 1889[38].
- Pierre levée de Boisy, appelée aussi Pierre Folle de Bellevue, menhir classé monument historique par la liste de 1889[39].
- Menhirs de Tréfoux, deux menhirs classés monuments historiques par la liste de 1889[40].
- Abbaye de la Vernusse.
- Église.
- Monument aux morts.

### Labels et distinctions
Bagneux a obtenu au concours des villes et villages fleuris :
- deux fleurs en 2005[41], 2006[42], 2007[43], 2008[44], 2011[45], 2013, 2014, 2015 et 2016[46] ;
- trois fleurs en 2004[47].